# Quang Phong (phường)
Quang Phong là một phường thuộc thị xã Thái Hòa, tỉnh Nghệ An, Việt Nam.
Phường Quang Phong có diện tích 6,24 km², dân số năm 2007 là 3.921 người, mật độ dân số đạt 628 người/km².